# Oliver Villadsen
Oliver Marc Rose-Villadsen (* 16. November 2001 in Sønderborg) ist ein dänischer Fußballspieler. 
Der Abwehrspieler war während seiner Kindheit zum FC Nordsjælland gekommen und gab im Jahr 2019 sein Profidebüt. Seit Juli 2025 steht Villadsen bei Brøndby IF unter Vertrag. Zudem ist er ein ehemaliger Nachwuchsnationalspieler seines Herkunftslandes Dänemark.

## Karriere

### Verein
Der in Sønderborg unweit der deutschen Grenze geborene Oliver Villadsen spielte in seiner Jugend für Blovstrød IF und für Slangerup OIF im Ballungsraum der dänischen Hauptstadt Kopenhagen, bevor er in die Fußballakademie des FC Nordsjælland wechselte. Am 11. August 2019 gab er im Alter von 17 Jahren beim 2:2 im Heimspiel gegen am fünften Spieltag der Superliga gegen Silkeborg IF, als er in der Schlussphase für den ghanaischen zentralen Mittelfeldspieler Mohammed Kudus eingewechselt wurde, sein Profidebüt. Während der regulären Saison kam Villadsen sporadisch zum Einsatz, der Verein qualifizierte sich für die Meisterrunde. Dort kam er regelmäßiger zum Einsatz, fiel dann allerdings wegen einer Oberschenkelzerrung aus. Oliver Villadsen war auch in der folgenden Saison zunächst kein Stammspieler, spielte sich dann aber während der Rückrunde der Saison 2020/21 in die Stammelf und wurde dabei als rechter Mittelfeldspieler eingesetzt. In der Meisterrunde verpassten er und sein Verein genau wie in der vorangegangenen Saison die Qualifikation für die europäischen Wettbewerbe. Der endgültige Durchbruch gelang Villadsen in der neuen Saison, wobei er während der Rückrunde zum rechten Außenverteidiger umfunktioniert wurde. In dieser Spielzeit musste er mit seinem Verein in die Abstiegsrunde, konnte allerdings dort mit ihnen den Klassenerhalt schaffen. 
Im Jahr 2023 qualifizierte sich Oliver Villadsen mit dem FC Nordsjælland als Vize-Meister für die UEFA Europa Conference League und erreichte dort die Gruppenphase, wo die Gegner Fenerbahçe, Ludogorets Rasgrad und Spartak Trnava hießen. Auch dank zwei hohen Siegen gegen die Bulgaren aus Rasgrad (7:1) und gegen die Türken aus dem asiatischen Teil von Istanbul (6:1) hatte man vor dem letzten Gruppenspiel die Chance auf die Qualifikation für die Zwischenrunde, jedoch schied man nach einer 0:1-Niederlage im Rückspiel in Rasgrad aus dem Wettbewerb aus. Villadsen qualifizierte sich mit seinem Verein zum Ende der Saison erneut für den europäischen Wettbewerb. In der neuen Spielzeit absolvierte er noch die ersten Spieltage und verließ daraufhin den FC Nordsjælland. Ihn zog es Mitte August 2024 nach Deutschland zum Zweitligisten 1. FC Nürnberg.
Im Sommer 2025 wechselte Villadsen zu Brøndby IF.

### Nationalmannschaft
Oliver Villadsen war parallel zu seiner Karriere im Vereinsfußball auch Nachwuchsnationalspieler Dänemarks und vertrat sein Herkunftsland in jeder Altersklasse. Mit der U17-Nationalmannschaft nahm er 2018 an der U17-Europameisterschaft in England teil und schied dort mit seiner Mannschaft nach der Gruppenphase aus. Dabei kam Villadsen in allen drei Partien zum Einsatz.